# Hohenstaufowie

Herb Hohenstaufów sycylijskich

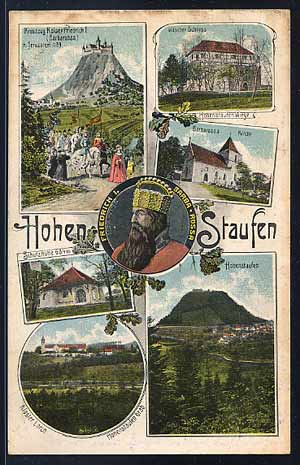
Pocztówka z 1905 roku przedstawiająca zamek Hohenstaufen

Święte Cesarstwo Rzymskie i Królestwo Sycylii pod rządami Hohenstaufów.

Hohenstaufowie − dynastia niemieckich władców, w większości również cesarzy Świętego Cesarstwa Rzymskiego i książąt Szwabii. Niemiecka nazwa dynastii Staufer pochodzi od nazwy zamku Hohenstaufen na górze o tej samej nazwie w pobliżu dzisiejszego Göppingen w Badenii-Wirtembergii. Dynastia panowała w okresie 1079–1266.

## Dzieje
Założycielem dynastii był Fryderyk I (zm. 1105), książę Szwabii (stąd używana jest także nazwa dynastia szwabska), ożeniony z Agnieszką, siostrą cesarza Henryka V. Ich młodszy syn Konrad został w 1127 wybrany na króla niemieckiego jako Konrad III (zm. 1152). Do 1135 był antykrólem wobec wybranego wcześniej Lotara Saskiego z Supplinburga. Dopiero po jego śmierci w 1138 objął pełną władzę.
Fryderyk I Barbarossa (zm. 1190, od 1155 cesarz) prowadził aktywną politykę w całej Europie. W 1157 na podstawie układu w Krzyszkowie złożył mu hołd polski książę-princeps Bolesław IV Kędzierzawy. Dzięki małżeństwu jego syna Henryka VI z Konstancją, c. Rogera II króla sycylijskiego Hohenstaufowie przejęli również od 1194 władzę nad południowymi Włochami.
Od końca XII wieku Hohenstaufowie musieli rywalizować o koronę cesarską z dynastią Welfów. Śmierć Konrada IV w 1254 rozpoczęła tzw. okres Wielkiego Bezkrólewia w Niemczech. Okres ten zakończył się dopiero w 1273 wybraniem Rudolfa I hrabiego Habsburga. Dynastia wygasła wraz ze śmiercią syna Konrada IV, księcia Szwabii i króla Sycylii Konradyna. Zginął w 1268 ścięty na rozkaz Karola I Andegaweńskiego, nowego władcy Sycylii i Neapolu.

### Władcy Niemiec
- Konrad III król 1138–1152
- Henryk (VI) Berengar koregent i król 1147–1150
- Fryderyk I Barbarossa, król i cesarz 1155–1190
- Henryk VI, król 1190–1197, cesarz 1191–1197
- Filip Szwabski, król 1198–1208
- Fryderyk II, król 1208–1250, cesarz 1220–1250
- Konrad IV Hohenstauf, król 1237–1254 (w tym czasie jego ojciec Fryderyk II był cesarzem)

### Książęta Szwabii
- Fryderyk I, panował w latach 1079–1105
- Fryderyk II Jednooki panował w latach 1105–1147
- Fryderyk I Barbarossa panował w latach 1147–1152
- Fryderyk IV panował w latach 1152–1167
- Fryderyk (V) panował w latach 1167–1170
- Fryderyk V panował w latach 1170–1191
- Konrad II panował w latach 1191–1196
- Filip Szwabski panował w latach 1196–1208
- Fryderyk II panował w latach 1212–1216
- Henryk II panował w latach 1216–1235
- Konrad IV panował w latach 1235–1254
- Konrad V panował w latach 1254–1268

### Palatyni Renu
- do 1095/97 Ludwik (syn Fryderyka z Buren)
- 1156–1195 Konrad (syn Fryderyka II)

### Książęta Frankonii
- 1115–1138 Konrad III (syn Fryderyka I)

### Książęta na Rotenburgu
- 1152–1167 Fryderyk IV (syn Konrada III)
- 1188–1196 Konrad (syn Fryderyka I Barbarossy)

### Królowie Sycylii
- 1194–1197 Henryk VI (syn Fryderyka I Barbarossy; król Niemiec)
- 1197–1250 Fryderyk II (syn; król Niemiec)
- 1212–1235 Henryk (VII) (syn; zm. 1242)
- 1250–1254 Konrad IV (brat)
- 1254–1258 Konradyn (syn)
- 1258–1266 Manfred (syn Fryderyka II)

### Książęta Spoleto
- 1195–1208 Filip Szwabski (syn Fryderyka I Barbarossy; król Niemiec)

### Palatynii Burgundii
- do 1200 Otto (syn Fryderyka I Barbarossy)

### Królowie Torre i Galura na Sardynii
- do 1272 Enzio (syn Fryderyka II)

### Królowie Jerozolimy
- 1225–1228 Fryderyk II (syn Henryka VI cesarza; zm. 1250)
- 1228–1254 Konrad II (IV) (syn, król Niemiec)
- 1254–1268 Konradyn (syn)